# پاتریتسیا گوری
پاتریتسیا گوری (ایتالیایی: Patrizia Gori؛ زادهٔ ۱۹۵۰) بازیگر اهل ایتالیا است.
از فیلم‌هایی که وی در آن‌ها نقش داشته است، می‌توان به التهاب در حومه شهر، قاضی و دختر جوان، کشیش متأهل، فریاد یک فاحشه، دخترمدرسه‌ای، خاله‌های دل‌انگیز، انتقام امانوئل، نبرد ربات‌ها و تعقیب مرگبار اشاره نمود.